# Радеберг
Радеберг (нім. Radeberg) — місто на сході Німеччини, у федеральній землі Саксонія. Входить до складу району Бауцен.
Площа — 30,00 км2. Населення становить 18 597 ос. (станом на 31 грудня 2020).

## Географія
Місто лежить за 20 км на північний-схід від Дрездена та відділене від нього лісовим масивом Дрезднер Хайде (Dresdner Heide), площею понад 50 км². Через Радеберг протікає дві невеликі річки Великий Рьодер (Grosse Röder) та Чорний Рьодер (Schwarze Röder), що належать до басейну Ельби.

## Транспорт
Радеберг розташовано на залізничній гілці Дрезден — Вроцлав, що забезпечує, зокрема, залізничне сполучення з містами Баутцен та Гьорліц. Також є прямий залізничний зв'язок з містами Каменц та Ліберець (Чехія). 7 автобусних маршрутів забезпечують зв'язок із прилеглими містечками та Дрезденом. Найближчий міжнародний аеропорт Дрезден-Клоцше — на відстані 8 км.

## Галерея

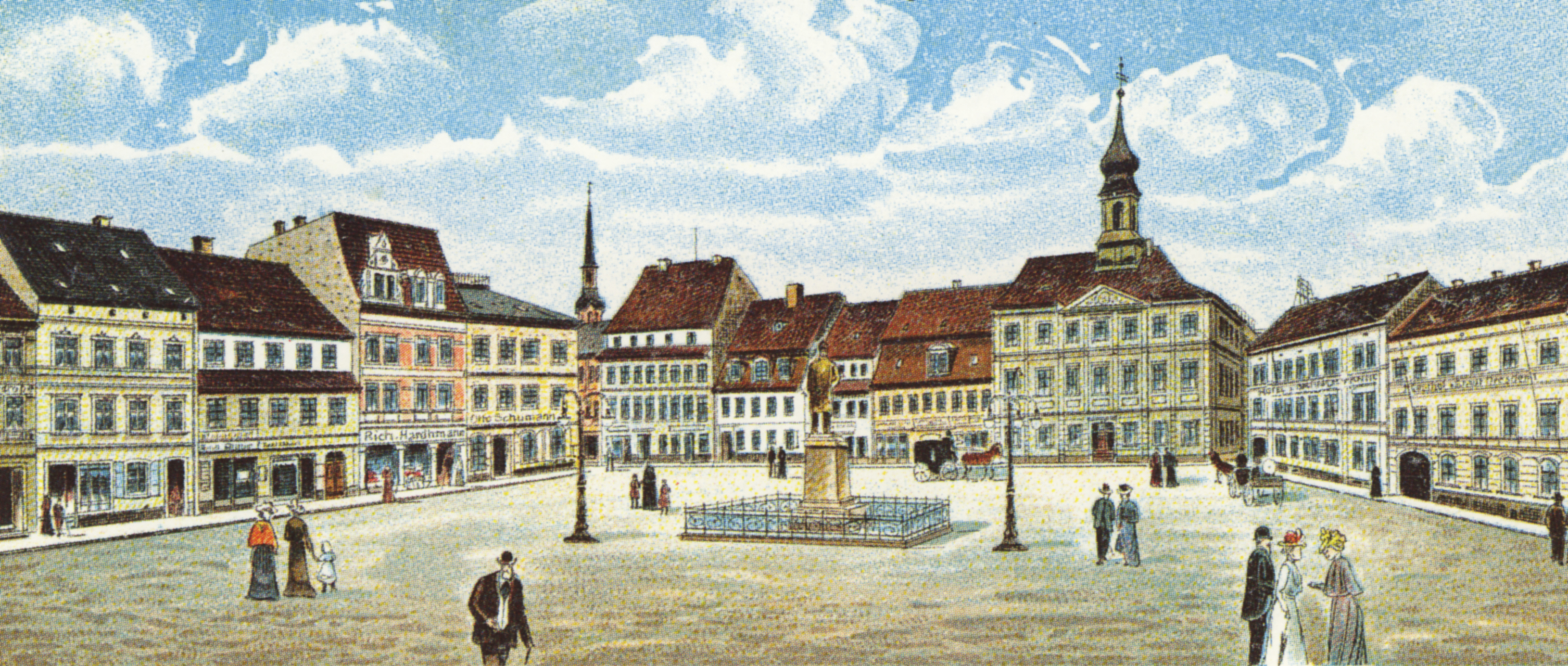
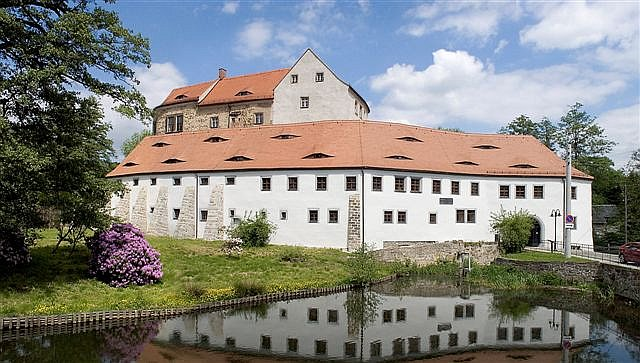
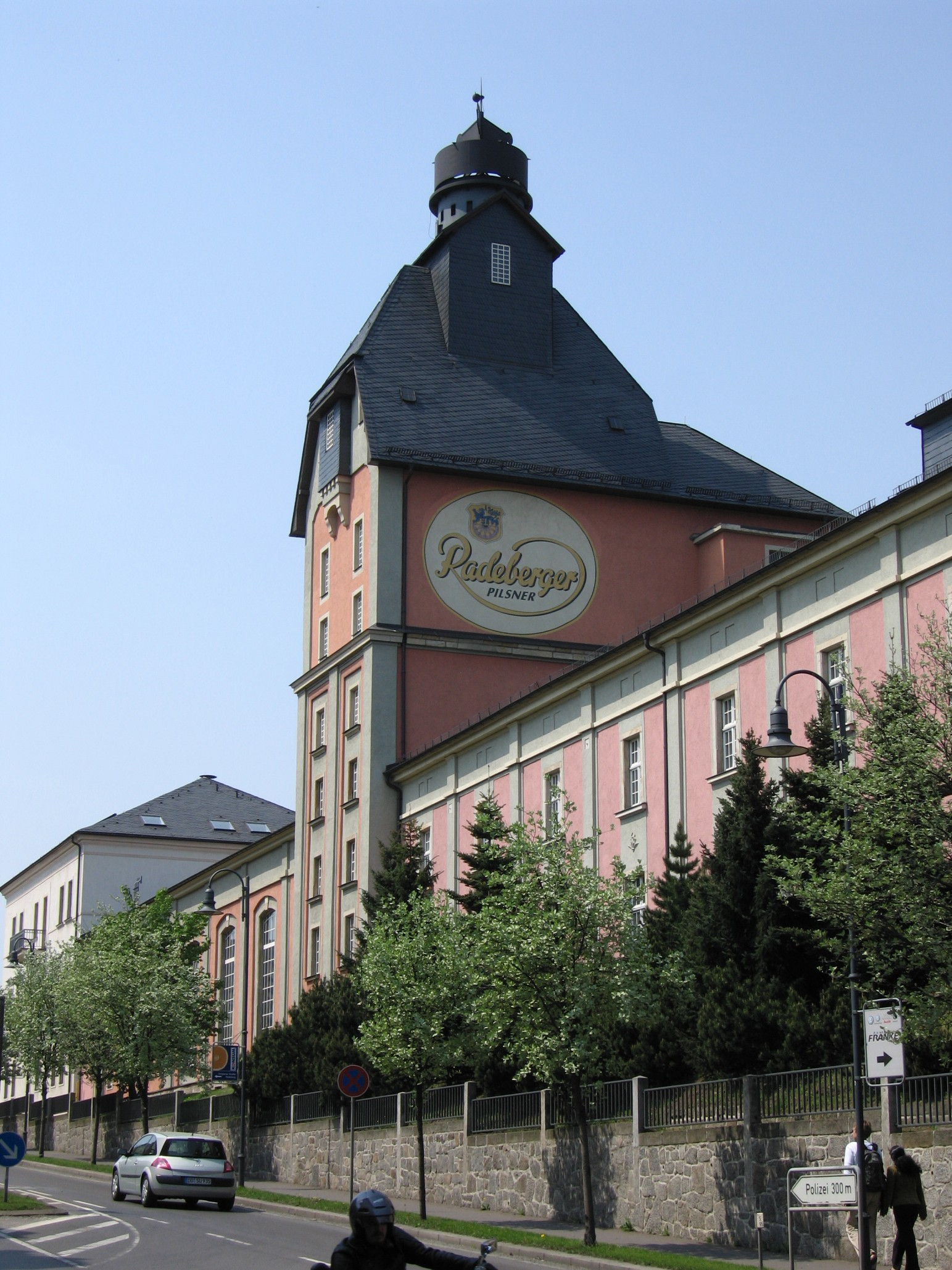
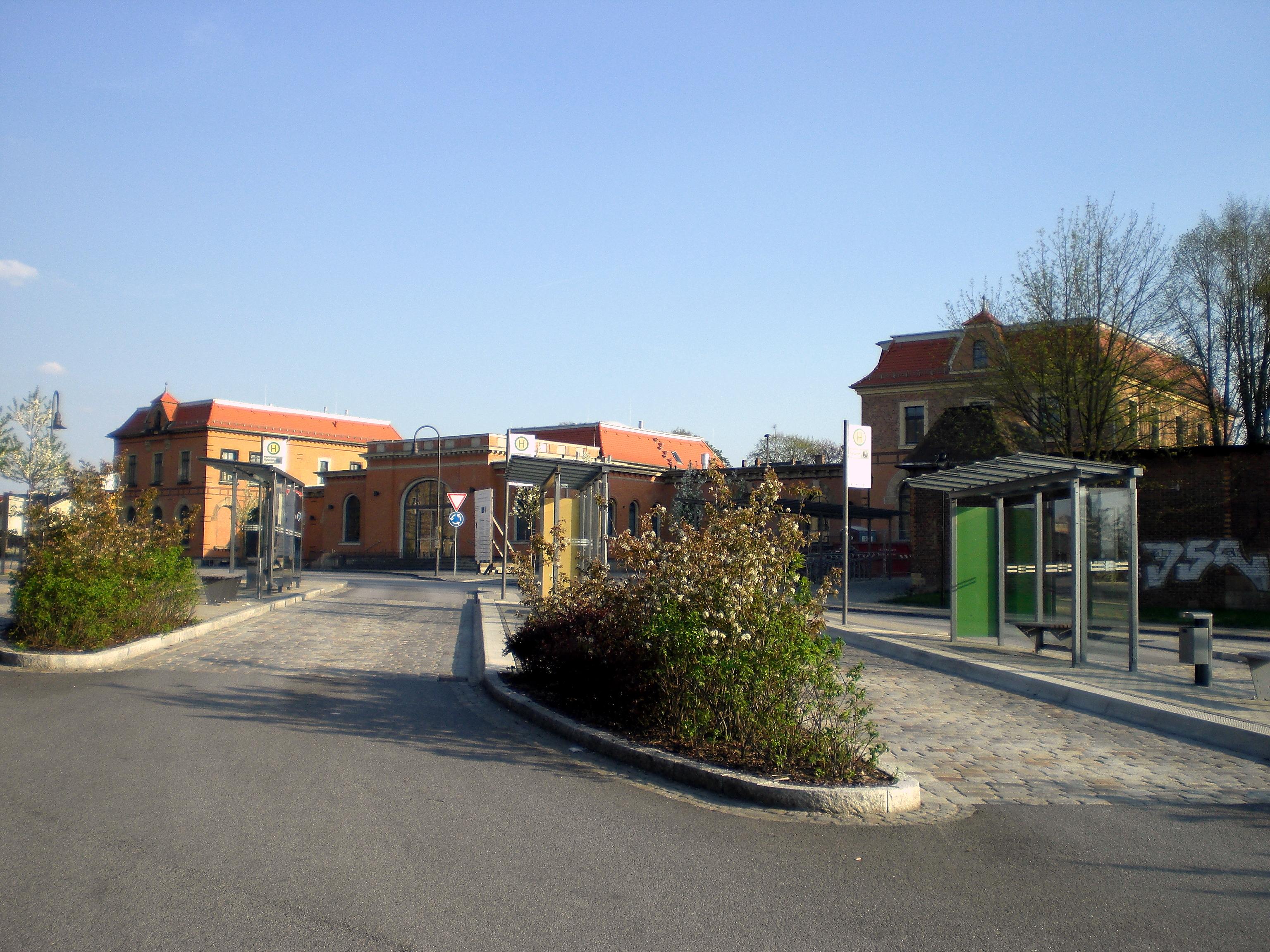
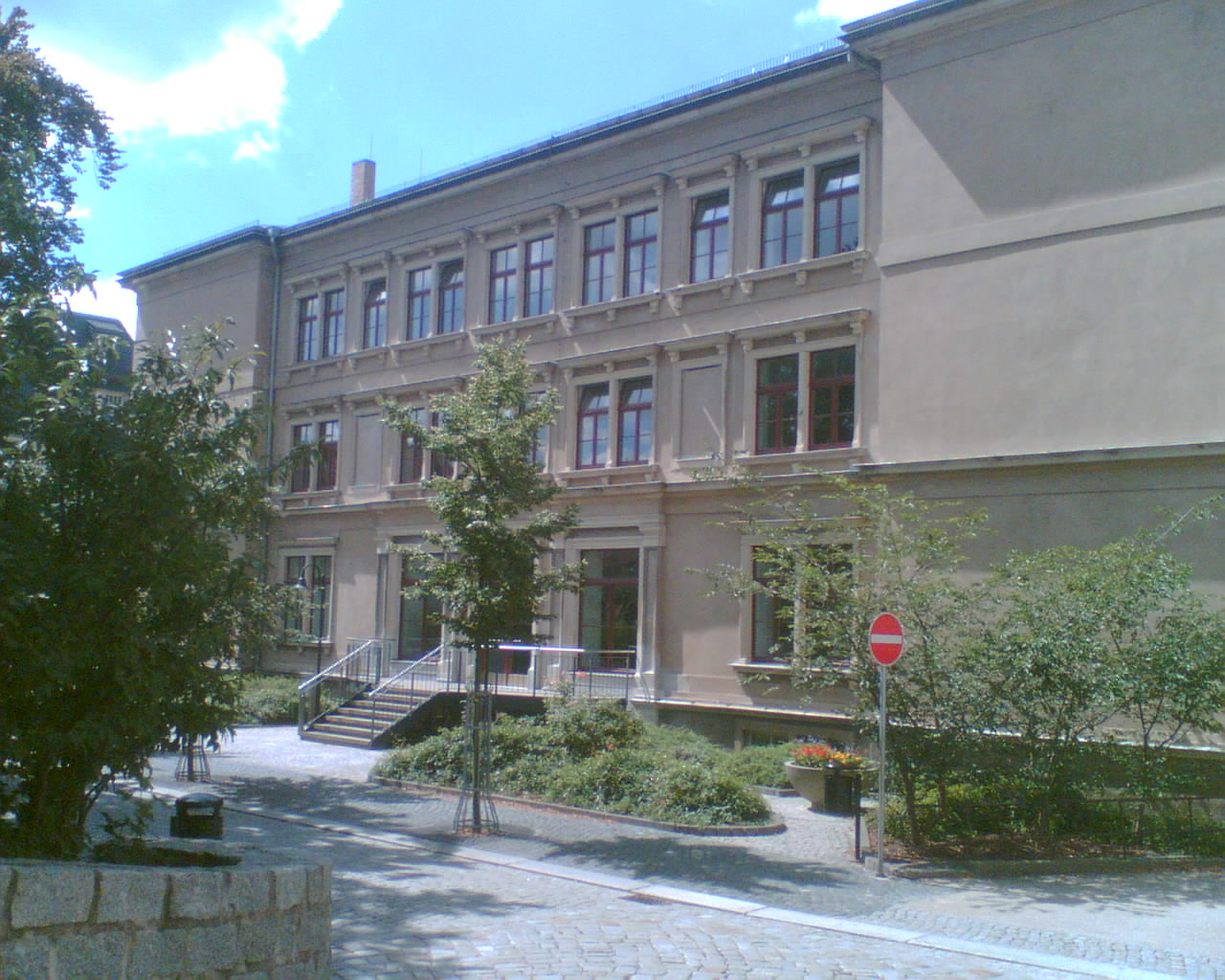

## Історія
Перша згадка про місто датована 1219 р. як про поселення фермерів на березі річки Великий Рьодер (Grosse Röder). Можливо, назва міста походить від назви річки. До історичних пам'яток належить замок Кліппенштайн, споруджений неподалік від центральної площі міста — Маркт (Markt). Замок засновано в XV сторіччі, тепер на його території музей. У 1872 р. засновано всесвітньо відому броварню «Радебергер» (Radeberger), яка нині домінує в економіці міста.